# Palazzo Caputi
Palazzo Caputi è un palazzo nobiliare di Ruvo di Puglia, nella città metropolitana di Bari. Costruito nel 1592 per volere di Domenico Caputi, e poi ampliato nel 1792 da Francesco Caputi. Nelle sue stanze era esposta la Collezione Caputi,  nel 1991 l'immobile è stato in parte acquistato dal comune. Dal 2016 il Palazzo ospita il Museo del Libro - Casa della Cultura di Ruvo di Puglia, oltre alla Biblioteca Comunale "Pasquale Testini"

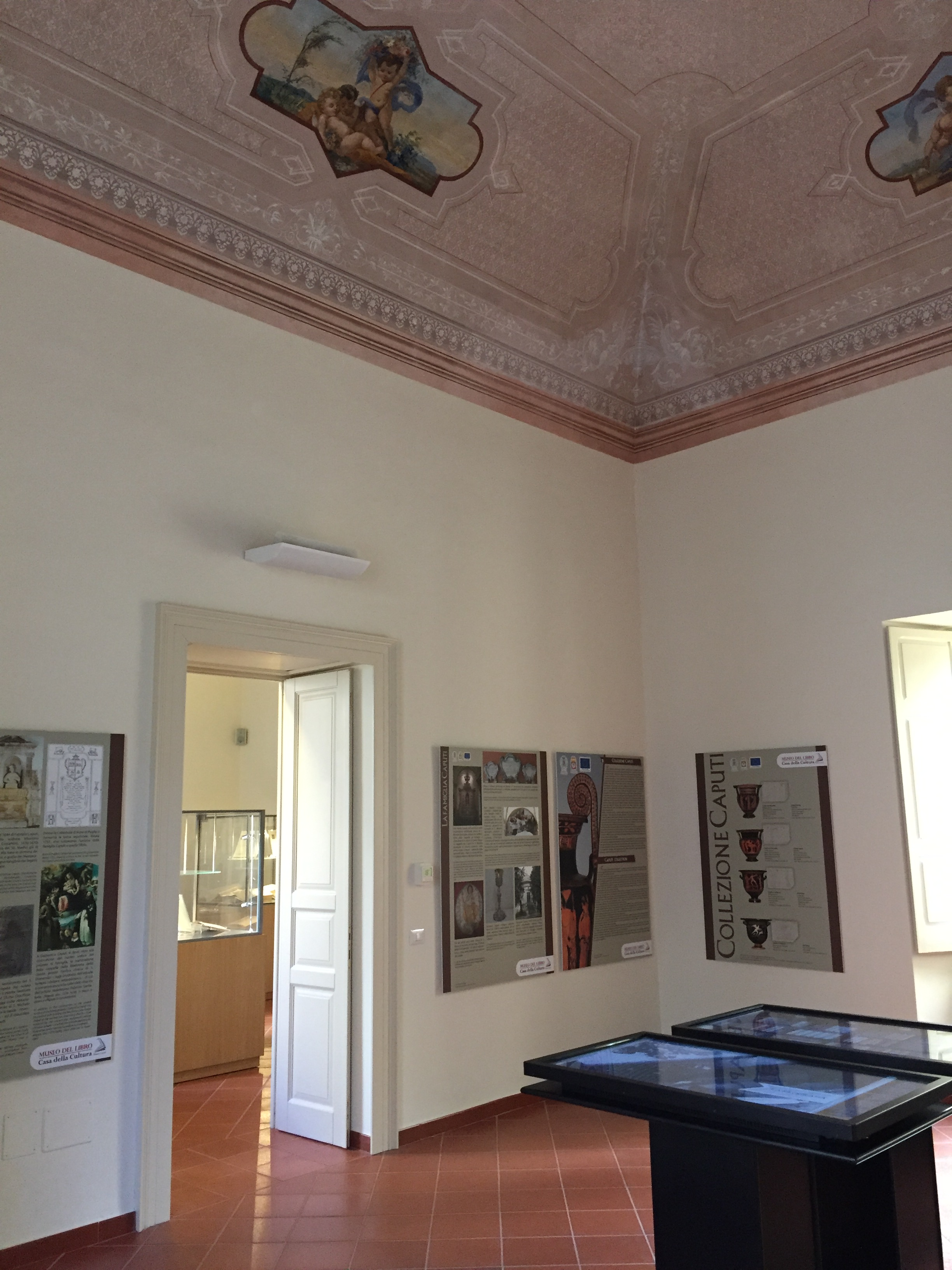
Stanza del Museo del libro-Casa della cultura presso Palazzo Caputi.

## Descrizione
La facciata è divisa in tre ordini caratterizzati dal bugnato liscio e strutturalmente è molto simile a Palazzo Avitaia. Il grande portale d'ingresso a forma arcuata sorregge il grande balcone del secondo ordine.

L'interno presenta un atrio rettangolare in parte coperto con volta a botte e con lunette terminanti in capitelli. La parte scoperta esalta la balaustra sorretta da mensoloni decorati a bassorilievo. Sull'atrio si sviluppa un'ampia loggia, le cui eleganti colonne poggiano sulla balaustra già citata. In questo spazio si notano subito due elementi, l'ingresso dell'antica cappella di famiglia e un'epigrafe funeraria romana. Questo frammento storico lapideo faceva probabilmente parte della Collezione Caputi, composta di vasi e monete risalenti all'epoca magno-greca di Ruvo. Nel 1920 la Collezione Caputi fu ceduta dagli eredi al marchese Orazio de Luca Resta, imparentato con la famiglia Caputi Iambrenghi, e fu trasferita a Roma. Negli anni Cinquanta del Novecento l’intera collezione fu acquistata dall’ingegner Giuseppe Torno. L’intera raccolta storica, insieme ad altri dei vasi antichi acquistati da Torno, è entrata a far parte del patrimonio artistico di Banca Intesa, ora Intesa Sanpaolo, alla fine degli anni Novanta. La volta dell'atrio è decorata con stucchi dorati tipici del rococò. Nel 1792 fu unito a questo edificio un secondo palazzo, sempre di proprietà della famiglia Caputi-Lambrenghi.

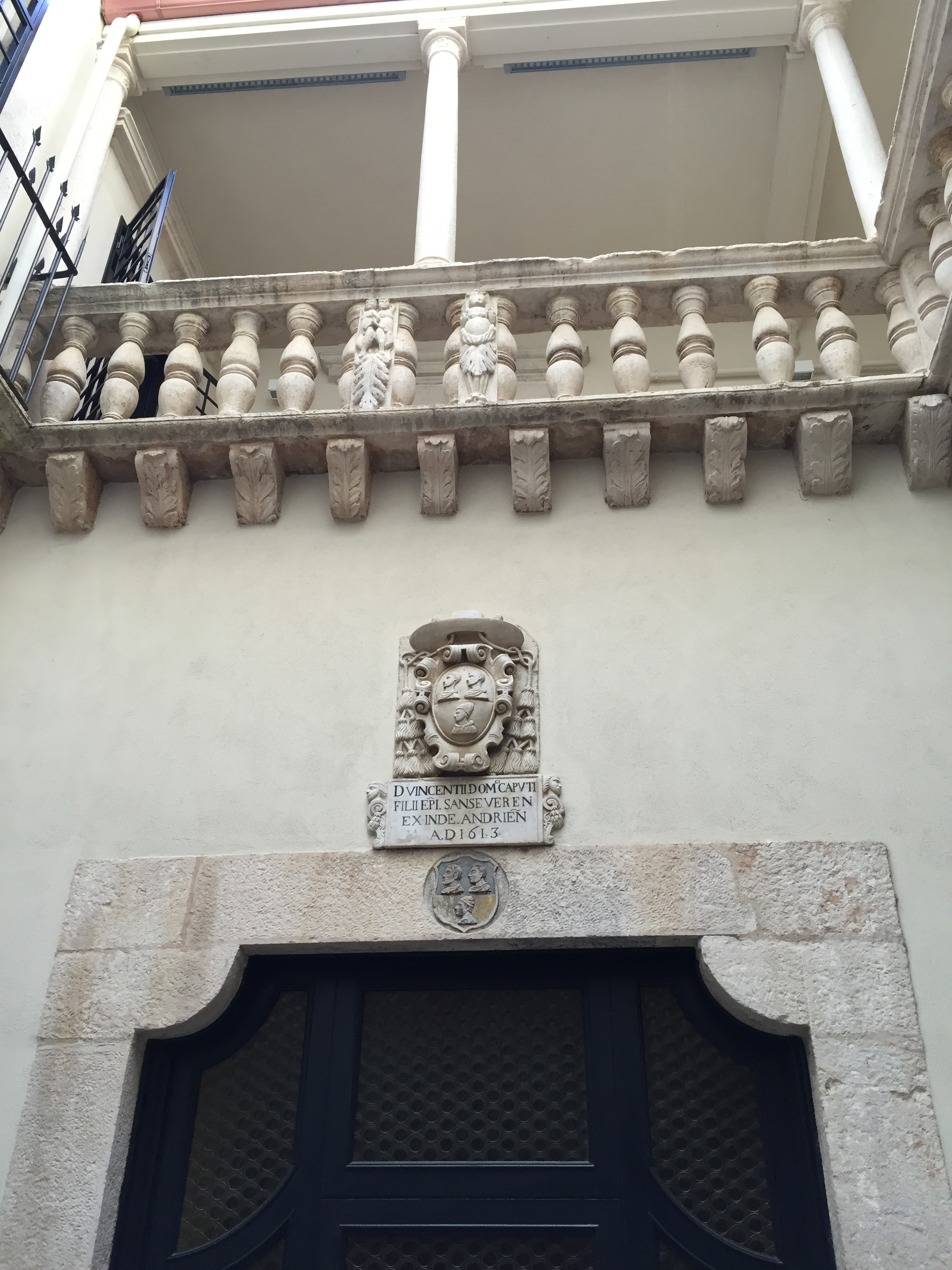
Cortile interno Palazzo Caputi
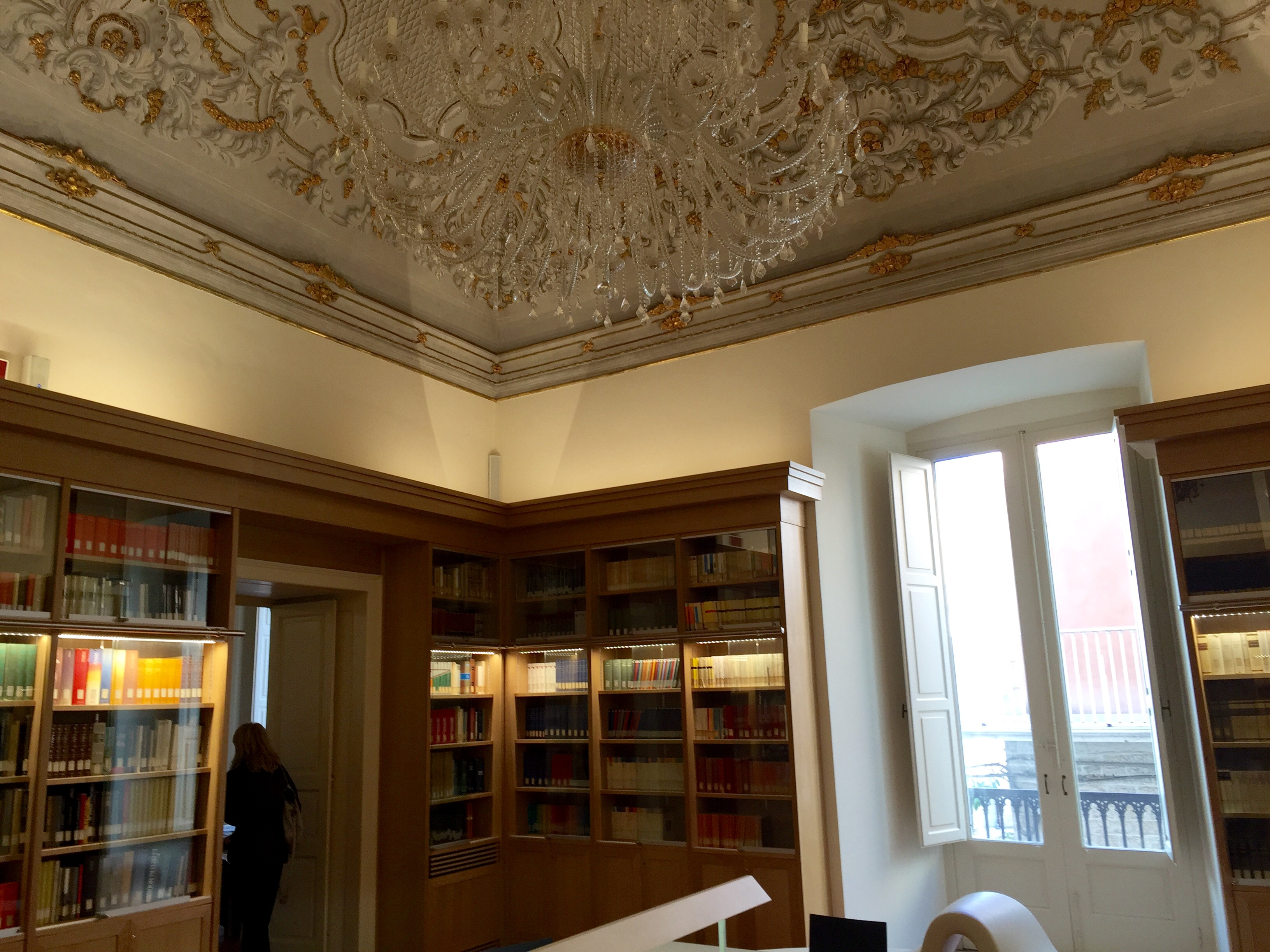
Biblioteca Palazzo Caputi